# Thalaina kimba
Thalaina kimba är en fjärilsart som beskrevs av Mcquillan 1981. Thalaina kimba ingår i släktet Thalaina och familjen mätare. Inga underarter finns listade i Catalogue of Life.